# Жибель
Жибе́ль (фр. Gibel, окс. Gibèl) — коммуна во Франции, находится в регионе Юг — Пиренеи. Департамент — Верхняя Гаронна. Входит в состав кантона Найу. Округ коммуны — Тулуза.
Код INSEE коммуны — 31220.

## География

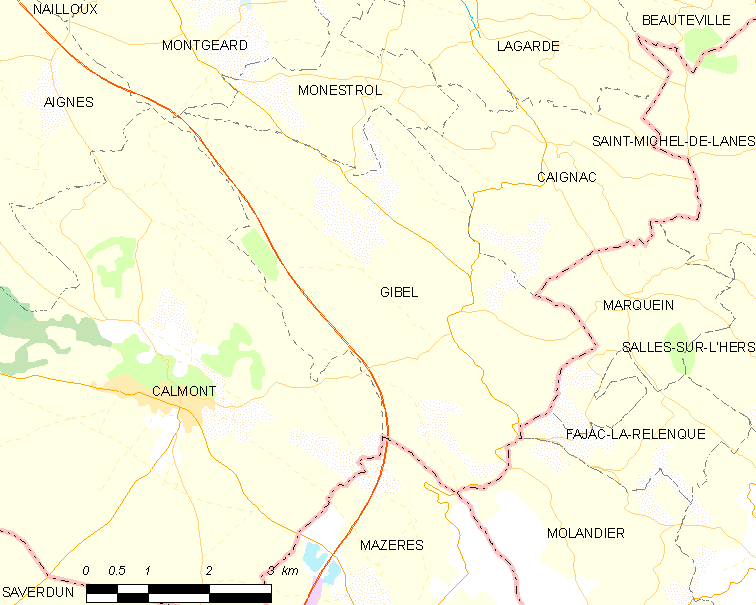
Карта коммуны

Коммуна расположена приблизительно в 620 км к югу от Парижа, в 40 км к юго-востоку от Тулузы.

## Климат
Климат умеренно-океанический. Зима мягкая и снежная, весна характеризуется сильными дождями и грозами, лето сухое и жаркое, осень солнечная. Преобладают сильные юго-восточные и северо-западные ветры.

## Население
Население коммуны на 2010 год составляло 308 человек.
| 1962 | 1968 | 1975 | 1982 | 1990 | 1999 | 2010 |
| ---- | ---- | ---- | ---- | ---- | ---- | ---- |
| 354  | 288  | 223  | 246  | 207  | 261  | 308  |

## Администрация
| Период | Период | Фамилия             | Партия | Примечания |
| ------ | ------ | ------------------- | ------ | ---------- |
| 1945   | 1982   | Мариус Лотре        |        |            |
| 1982   | 1995   | Ив Лафор            |        |            |
| 1995   | 2014   | Жанин Фонтез        |        |            |
| 2014   | 2020   | Рашель Каюзак-Лотре |        |            |

## Экономика
В 2010 году среди 193 человек трудоспособного возраста (15—64 лет) 158 были экономически активными, 35 — неактивными (показатель активности — 81,9 %, в 1999 году было 69,6 %). Из 158 активных жителей работали 147 человек (81 мужчина и 66 женщин), безработных было 11 (5 мужчин и 6 женщин). Среди 35 неактивных 9 человек были учениками или студентами, 18 — пенсионерами, 8 были неактивными по другим причинам.

## Достопримечательности
- Церковь Св. Антония
- Особняк Кулом (XVIII век). Исторический памятник с 1990 года[4]